# Ławki (Ryn)
Ławki (Dorf) und Ławki (Siedlung/osada) – (deutsch Lawken, 1938 bis 1945 Lauken, Dorf, und Lawken, 1938 bis 1945 Lauken, Domäne) – sind zwei Ortschaften in der polnischen Woiwodschaft Ermland-Masuren und gehören zur Stadt- und Landgemeinde Ryn (Rhein) im Powiat Giżycki (Kreis Lötzen).

## Geographische Lage
Das Dorf Ławki – und südlich davon die Siedlung (polnisch osada) Ławki – liegt am Ostufer des Jezioro Ławki (deutsch Lawker See, 1938 bis 1945 Lauker See) in der östlichen Mitte der Woiwodschaft Ermland-Masuren, 19 Kilometer südwestlich der Kreisstadt Giżycko (Lötzen) und drei Kilometer südöstlich der Stadt Ryn (Rhein).

## Geschichte
Im Jahr 1499 wurde Lawken gegründet. Im Jahr 1785 handelte es sich um ein Dorf mit 34 Feuerstellen, 1818 war es ein Bauerndorf mit 18 Feuerstellen bei 135 Seelen.
Südlich lag das Gut Lawken, die spätere Domäne. Es existierte wohl seit dem 17. Jahrhundert und wurde um die Wende zum 20. Jahrhundert umfassend verändert: es entstanden Wirtschaftsgebäude und eine Brennerei. Auch das Gutshaus wurde damals erweitert. In den 1920er Jahren ging das Gut in Konkurs, wurde vom Staat übernommen und verpachtet. Das Anwesen, das sich in einem guten Zustand befindet, ist heute Privateigentum.
Als am 29. März 1874 Lawken ein Amtsdorf und damit namensgebend für einen Amtsbezirk wurde, wurden die Gemeinde Lawken und der Gutsbezirk Lawken eingegliedert. Der Amtsbezirk – zwischen 1938 und 1945 in „Amtsbezirk Lauken“ umbenannt – gehörte zum Kreis Lötzen im Regierungsbezirk Gumbinnen (1905 bis 1945 Regierungsbezirk Allenstein) in der preußischen Provinz Ostpreußen.
Von 1874 bis 1913 waren die Gemeinde Lawken und das Gut Lawken Teile des Standesamtsbezirks Orlen (polnisch Orło). Nach dessen Auflösung kamen beide zum Standesamt in Rhein (Ryn).
Aufgrund der Bestimmungen des Versailler Vertrags stimmte die Bevölkerung im Abstimmungsgebiet Allenstein, zu dem Lawken gehörte, am 11. Juli 1920 über die weitere staatliche Zugehörigkeit zu Ostpreußen (und damit zu Deutschland) oder den Anschluss an Polen ab. In Lawken stimmten 220 Einwohner, in Lawken (Domäne) 100, für den Verbleib bei Ostpreußen, auf Polen entfielen keine Stimmen.
419 Einwohner lebten im Jahr 1910 in Lawken, 263 im Dorf und 156 im Gutsbezirk. Am 30. September 1928 schlossen sich die Gemeinde und der Gutsbezirk Lawken zusammen, und der Nachbarort Hermanawolla (polnisch Hermanowa Wola) wurde nach Lawken eingemeindet. Die Einwohnerzahl veränderte sich bis 1933 auf 423 und belief sich 1939 – inzwischen hieß der Ort offiziell „Lauken“ – auf 464.
In Kriegsfolge kam Lawken 1945 mit dem gesamten südlichen Ostpreußen zu Polen und erhielt die polnische Namensform „Ławki“. Beider Orte erscheinen nun wieder getrennt als Dorf (polnisch: wieś) und als Siedlung (polnisch: osada). Zum Dorf Ławki gehört noch der inoffizielle Wohnplatz Ławki Małe, wenige hundert Meter südöstlich am Jezioro Szymonek gelegen. Dorf und Siedlung Ławki sind Ortschaften im Verbund der Stadt- und Landgemeinde Ryn (Rhein) im Powiat Giżycki, vor 1998 zur Woiwodschaft Suwałki, seither zur Woiwodschaft Ermland-Masuren gehörig.

### Amtsbezirk Lawken/Lauken (1874–1945)
Der Amtsbezirk Lawken bestand bei seiner Errichtung aus neun Dörfern:
| Name           | Änderungsname 1938 bis 1945 | Polnischer Name | Bemerkungen                       |
| -------------- | --------------------------- | --------------- | --------------------------------- |
| Bartlickshof   |                             | Bartlikowo      | 1928 nach Grünwalde eingegliedert |
| Grünwalde      |                             | Zielony Lasek   |                                   |
| Hermanawolla   | (ab 1929:) Hermannshorst    | Hermanowa Wola  | 1928 nach Lawken eingegliedert    |
| Justusberg     |                             | Siejkowo        | 1928 nach Rübenzahl eingegliedert |
| Lawken, Dorf   | Lauken                      | Ławki           |                                   |
| Lawken, Domäne | Lauken, Domäne              | Ławki           | 1928 nach Lawken eingegliedert    |
| Mrowken        | (ab 1929:) Neuforst         | Mrówki          |                                   |
| Rübenzahl      |                             | Rybical         |                                   |
| Skorupken      | (ab 1927:) Schalensee       | Skorupki        |                                   |

Am 1. Januar 1945 gehörten noch Grünwalde, Lauken, Neuforst, Rübenzahl und Schalensee zum Amtsbezirk Lauken.

## Religionen
Die beiden Ortschaften Lawken resp. Lauken waren bis 1945 in die Evangelische Pfarrkirche Rhein in der Kirchenprovinz Ostpreußen der Kirche der Altpreußischen Union sowie in die katholische Pfarrkirche St. Adalbert in Sensburg (polnisch Mrągowo) im Bistum Ermland eingepfarrt.
Heute gehört Ławki zur Evangelischen Pfarrgemeinde in Ryn in der Diözese Masuren der Evangelisch-Augsburgischen Kirche in Polen. Katholischerseits bildet Ławki jetzt eine eigene Kirchengemeinde mit eigener Kirche, einer Filialkirche der Pfarrei Unbefleckte Empfängnis Mariä in Ryn im Bistum Ełk (Lyck) der Römisch-katholischen Kirche in Polen.

## Schule
Aufgrund der Schulreform von Friedrich Wilhelm I. wurde in Lawken eine Schule gegründet. Sie hatte 1945 zwei Klassen. Zur Schulgemeinde gehörte Grünwalde (polnisch Zielony Lasek).

## Verkehr
Ławki und Ławki (osada) liegen ein wenig abseits des Verkehrsgeschehens und sind nur über eine Nebenstraße von der Stadt Ryn (Rhein) aus direkt zu erreichen.